# Ashmeadiella cockerelli
Ashmeadiella cockerelli är en biart som beskrevs av Michener 1936. Ashmeadiella cockerelli ingår i släktet Ashmeadiella och familjen buksamlarbin. Inga underarter finns listade i Catalogue of Life.